# Argonite

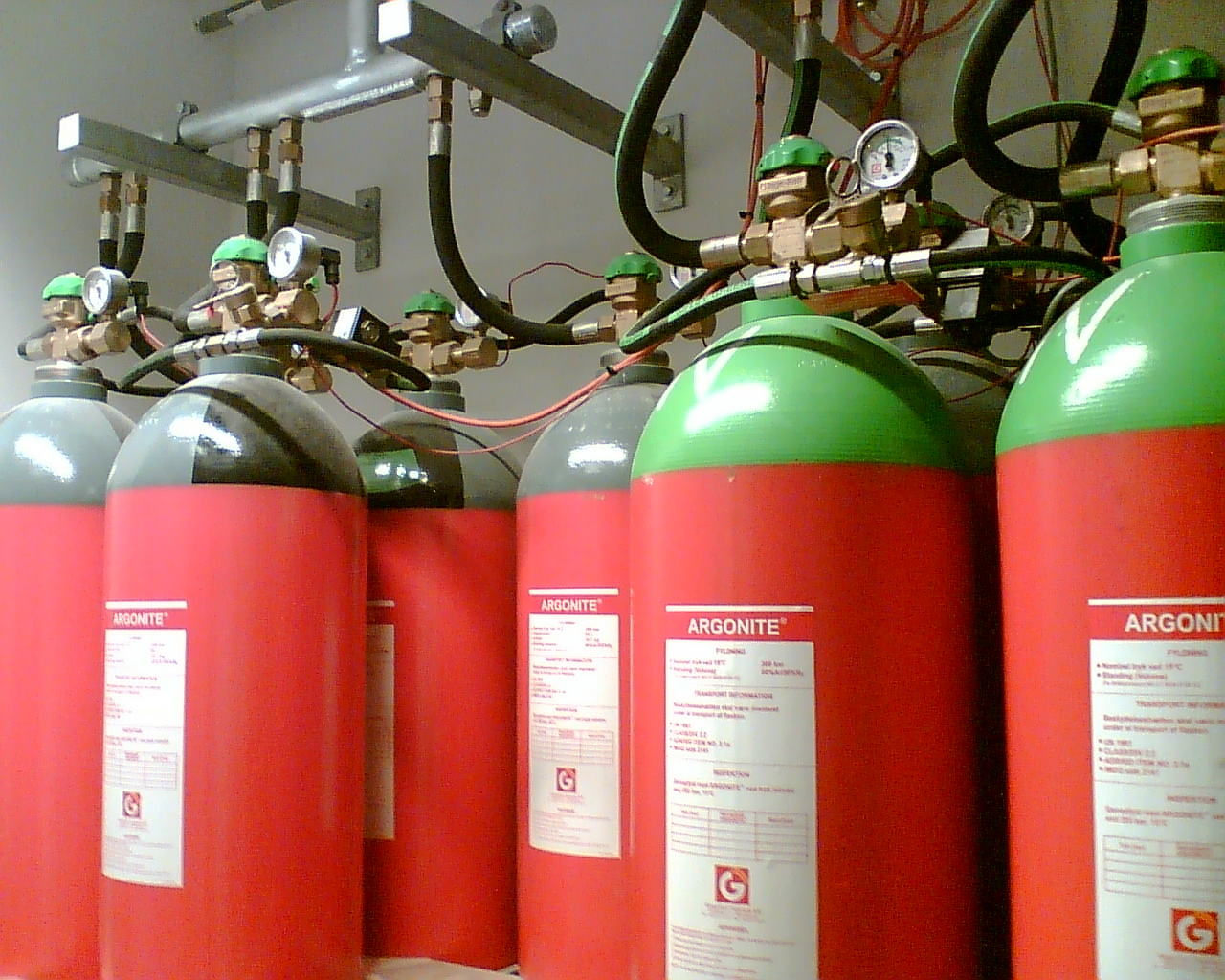
Automatische blusgasinstallatie met Argonite.

Argonite is de merknaam van een inert gasmengsel, dat gebruikt wordt als blusmiddel bij blusgasinstallaties. Het bestaat voor de helft uit argon en voor de helft uit stikstof. Het wordt gebruikt voor de bescherming tegen brand van ruimten met gevoelige of kostbare inhoud, zoals computerzalen, ruimten met communicatieapparatuur, museum- of archiefruimten, omdat het geen waterschade veroorzaakt.
Het is een alternatief voor de vroeger veel gebruikte halonen, die niet meer mogen gebruikt worden omdat ze de ozonlaag aantasten. Argonite tast de ozonlaag niet aan, is niet toxisch, en is ook geen broeikasgas.
Het gasmengsel wordt opgeslagen onder hoge druk (tot 300 bar) in gascilinders, en in geval van brand, automatisch of manueel in de te beschermen ruimte gespoten. De zuurstofconcentratie in de ruimte wordt dan snel (binnen de minuut) verlaagd tot ze onvoldoende is om de brand te onderhouden (dat is minder dan 15 volumeprocent). Dit geeft de mensen in de ruimte nog de tijd om die ruimte te verlaten.
Een gelijkaardig systeem, dat naast ook argon en stikstof ook koolstofdioxide bevat, is Inergen.